# Christina Vukicevic
Christina Vukicevic Demidov (née le 18 juin 1987 à Lørenskog) est une athlète norvégienne, d'origine serbe, spécialiste du 100 m haies. 

## Carrière sportive
En 2004, Christina Vukicevic se classe cinquième des championnats du monde juniors de Grosseto, et remporte dès l'année suivante la médaille d'argent des championnats d'Europe juniors de Kaunas avec le temps de 13 s 56. En 2006, elle monte sur la deuxième marche du podium des championnats du monde juniors tenus à Pékin en établissant en 13 s 34 un nouveau record de Norvège junior. Elle conserve cette même année son titre national sur 100 m haies. Éliminée dès les séries lors des Jeux olympiques de 2008, elle améliore néanmoins son record personnel en réalisant 13 s 05.
En début de saison 2009, Vukicevic termine au pied du podium du 60 m haies des championnats d'Europe en salle de Turin avec le temps de 8 s 04. Le 18 juillet 2009, elle remporte la finale du 100 m haies des championnats d'Europe espoirs avec le temps de 12 s 99.
Le 4 mars 2011, au Palais omnisports de Paris-Bercy, avec en 7 s 83, elle décroche la 3e place de la finale du 60 mètres haies des championnats d'Europe en salle derrière l'Allemande Carolin Nytra (7 s 80) et la Britannique Tiffany Ofili (7 s 80).
Elle met un terme à sa carrière sportive le 29 février 2016 à l'annonce de l'attente de son premier enfant, à la suite aussi de nombreuses blessures subies depuis 2012.

## Vie privée
Elle est la fille de Petar Vukičević, qui a participé sous les couleurs de la Yougoslavie aux Jeux olympiques de 1980. Elle est la sœur ainée du vice-champion du monde junior Vladimir Vukicevic.
Elle a fréquenté le lanceur de javelot Andreas Thorkildsen de 2006 à 2011.
Depuis, elle s'est mariée en 2014 avec le footballeur russo-norvégien Vadim Demidov et révèle le 29 février 2016 qu'elle attend son premier enfant. Elle donne naissance à un garçon en juillet suivant, puis se marie avec Demidov en juin 2017.

## Palmarès
| Date | Compétition                          | Lieu      | Résultat | Épreuve     | Temps   |
| ---- | ------------------------------------ | --------- | -------- | ----------- | ------- |
| 2003 | Fest. olympique de la jeunesse euro. | Paris     | 1re      | 100 m haies | 13 s 85 |
| 2004 | Championnats du monde juniors        | Grosseto  | 5e       | 100 m haies | 13 s 58 |
| 2005 | Championnats d'Europe juniors        | Kaunas    | 2e       | 100 m haies | 13 s 56 |
| 2006 | Championnats du monde juniors        | Pékin     | 2e       | 100 m haies | 13 s 34 |
| 2007 | Championnats d'Europe espoirs        | Debrecen  | 2e       | 100 m haies | 13 s 08 |
| 2007 | Championnats du monde                | Osaka     | séries   | 100 m haies | 13 s 07 |
| 2008 | Jeux olympiques                      | Pékin     | séries   | 100 m haies | 13 s 05 |
| 2009 | Championnats d'Europe en salle       | Turin     | 4e       | 60 m haies  | 8 s 04  |
| 2009 | Championnats d'Europe espoirs        | Kaunas    | 1re      | 100 m haies | 12 s 99 |
| 2009 | Championnats du monde                | Berlin    | sf       | 100 m haies | 13 s 00 |
| 2010 | Championnats du monde en salle       | Doha      | 9e       | 60 m haies  | 8 s 02  |
| 2010 | Championnats d'Europe par équipes    | Bergen    | 3e       | 100 m haies | 12 s 87 |
| 2010 | Championnats d'Europe                | Barcelone | 4e       | 100 m haies | 12 s 78 |
| 2011 | Championnats d'Europe en salle       | Paris     | 3e       | 60 m haies  | 7 s 83  |
| 2011 | Championnats d'Europe par équipes    | Izmir     | 1re      | 100 m haies | 12 s 87 |

## Records
| Épreuve     | Temps       | Lieu    | Date          |
| ----------- | ----------- | ------- | ------------- |
| 60 m haies  | 7 s 83 (NR) | Paris   | 4 mars 2011   |
| 100 m haies | 12 s 74     | Hengelo | 1er juin 2009 |